# ザウバー・C29
ザウバー・C29 (Sauber C29) は、ザウバーが2010年のF1世界選手権参戦用に開発したフォーミュラ1カー。BMWの撤退後、チームの経営主体がペーター・ザウバーの手に戻ってから使用した最初のマシンである。ただし、コンストラクター登録上は「BMWザウバー」のままであるため、「BMWザウバー・C29」と表記･呼称する場合もある。

## 概要
元々、BMWワークスとしてのBMWザウバーのマシン、F1.09の後半戦仕様を元に改良されたマシンになる予定だったが、BMWの撤退によって継続参戦が危ぶまれたために開発が中断され、ペーター・ザウバーが買収したことで継続が決まってから再度開発が進められたマシンである。
2010年1月31日、バレンシア・サーキットで発表会が行われ、同日そのまま現地でシェイクダウンが行われた。BMWの撤退に加え、前年までメインスポンサーだったペトロナスがメルセデスにスポンサー先を切り替えた影響から、マシンにはほとんどスポンサーロゴがなく、全体的に白一色に近いデザインとなっている。
エンジンは2005年のC24以来5年ぶりにフェラーリから供給を受ける。
チームはマクラーレンが採用したFダクトを早くから取り入れ、第2戦マレーシアGPから試用した。ザウバーはマクラーレンとは異なり、フロントからの空気をリヤウィングのメインエレメントに吹き付けてダウンフォースを調整する方法を生み出した。この方式は先駆者であるマクラーレンも終盤に取り入れている。

## 2010年シーズン
冬季テストでは好調が伝えられ、フェルナンド・アロンソなどからダークホースに指名されていたが、開幕後数戦はフロントウイングの脱落やエンジンブローといったマシントラブルに立て続けに見舞われ、新規参入チーム以外では唯一のノーポイントという散々な結果となった。その信頼性の低さは、小林が「F1て、こんなに壊れますか?」と嘆くほどだった。
C29の課題は燃料の少ない状態で挙動が安定しないという点だった。チーム関係者からは「冬季テストでタイムが良かったのは他チームに比べ燃料搭載量が少なかった可能性が高いかも」との言葉もあった。
しかし、フォース・インディアよりジェームス・キーが移籍しテクニカルディレクターに就任してから改良が進み始め、第7戦トルコGPで小林が予選10位から10位に入賞すると、第9戦ヨーロッパGPではファイナルラップでアロンソとセバスチャン・ブエミをオーバーテイクし、7位入賞を果たした（なお、デ・ラ・ロサもゴール時には10位入賞していたが、その後ペナルティにより12位完走となった）。さらに、小林の手によってイギリスGPでは6位、日本GPでは合計5回のオーバーテイクをヘアピンカーブで見せ、7位入賞を果たした。
マシン全体で稼げるダウンフォース量は他のマシンよりも少なく、高速セクションで最高速度を稼ぐことができない傾向に変わりはなかったが、シーズン中19戦37台の出走中11回の入賞で44ポイントを獲得した。小林に限っては全19戦の出走中8回の入賞を果たした。

### エピソード
- 小林可夢偉の乗るC29の通称は「朋子」。これはフジテレビ系列『すぽると!』8月9日放送回に出演した際、ベッテルが自分のマシンに女性の名前を付けているという話題になった時に、「やっぱり名前をつけるなら日本的な名前がいいんで朋子にします」と、直前に話していた本田朋子アナの名前から取ったことに由来する。

## スペック

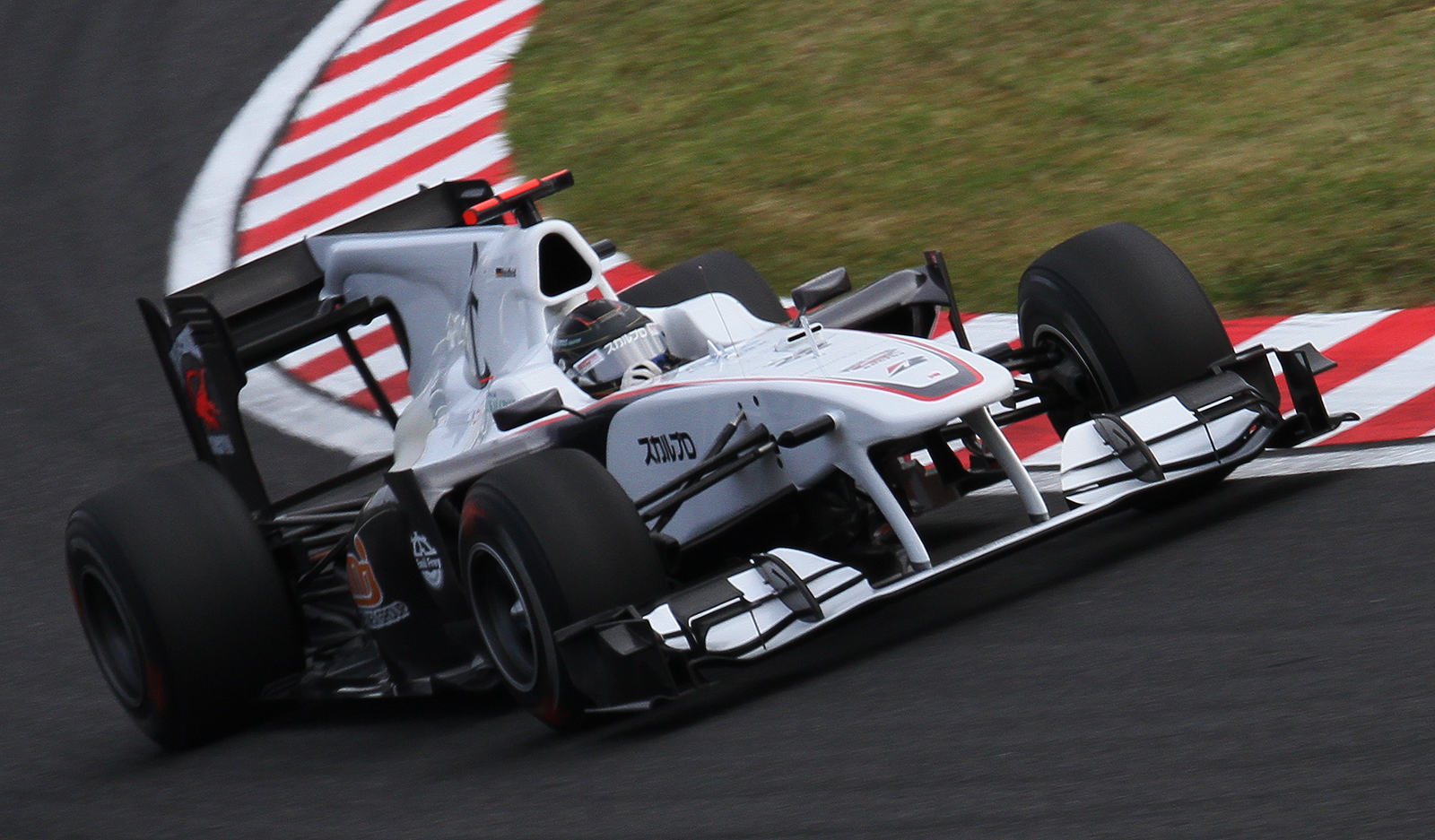
第16戦日本GPでニック・ハイドフェルドがドライブするC29

### シャーシ
- シャーシ名 C29
- シャーシ構造 カーボンファイバーモノコック
- 全長 4,940mm
- 全幅 1,800mm
- 全高 1,000mm
- 前トレッド 1,495mm
- 後トレッド 1,410mm
- クラッチ カーボンファイバー製
- ブレーキキャリパー ブレンボ
- ブレーキディスク・パッド ブレンボ/カーボンインダストリー
- サスペンション 前後プッシュロッドトーションスプリング・ダンパー（ザックス・レース・エンジニアリング）/ダブルウィッシュボーン
- ホイール O・Z
- タイヤ ブリヂストンポテンザ
- ギアボックス フェラーリ縦置きスリップディファレンシャル制御7速＋リバース1速クイックシフトセミオートマチック
- エレクトロニクス MES

- 重量 620kg（ドライバーを含む。燃料タンクは空状態）

### エンジン
- エンジン名 フェラーリTipo056
- 気筒数・角度 V型8気筒・90度
- 排気量 2,398cc
- 最高回転数 18,000rpm（レギュレーションで規定）
- シリンダーブロック アルミニウム製
- バルブ数 32
- ピストンボア 98mm
- 重量 95kg
- スパークプラグ NGK
- イグニッション マニエッティ・マレリ
- インジェクション マニエッティ・マレリ

## 記録
| 年   | No. | ドライバー     | 1   | 2   | 3   | 4   | 5   | 6   | 7   | 8   | 9   | 10  | 11  | 12  | 13  | 14  | 15  | 16  | 17  | 18  | 19  | ポイント | ランキング |
| 年   | No. | ドライバー     | BHR | AUS | MAL | CHN | ESP | MON | TUR | CAN | EUR | GBR | GER | HUN | BEL | ITA | SIN | JPN | KOR | BRA | ABU | ポイント | ランキング |
| ---- | --- | -------------- | --- | --- | --- | --- | --- | --- | --- | --- | --- | --- | --- | --- | --- | --- | --- | --- | --- | --- | --- | -------- | ---------- |
| 2010 | 22  | デ・ラ・ロサ   | Ret | 12  | DNS | Ret | Ret | Ret | 11  | Ret | 12  | Ret | 15  | 7   | 11  | 14  |     |     |     |     |     | 44       | 8位        |
| 2010 | 22  | ハイドフェルド |     |     |     |     |     |     |     |     |     |     |     |     |     |     | Ret | 8   | 9   | 17  | 11  | 44       | 8位        |
| 2010 | 23  | 小林           | Ret | Ret | Ret | Ret | 12  | Ret | 10  | Ret | 7   | 6   | 12  | 9   | 8   | Ret | Ret | 7   | 8   | 10  | 14  | 44       | 8位        |

- 太字はポールポジション、斜字はファステストラップ。(key)